# Partisans soviètics

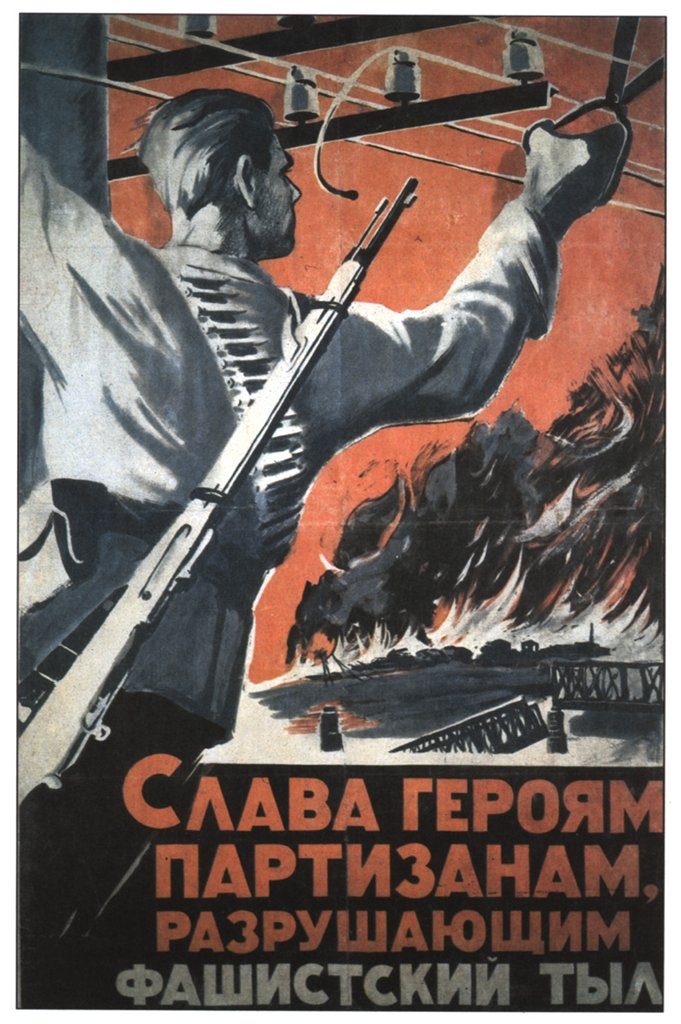
Visca els partisans heroics, que destrueixen la rereguarda dels feixistes (un cartell de propaganda soviètica durant la Segona Guerra Mundial

Els partisans soviètics van ser els membres d'un moviment de resistència que van portar a terme una guerra de guerrilles contra les tropes de l'Eix durant l'ocupació de la Unió Soviètica durant la Gran Guerra Patriòtica.
El moviment era coordinat i controlat pel govern soviètic i modelat segons l'Exèrcit Roig. L'objectiu primari de la guerra de guerrilles portada a terme per les unitats partisanes era malmetre la rereguarda alemanya al Front Oriental, especialment les carreteres i les vies de comunicació.

## Formació de la resistència soviètica antialemanya
El programa de la guerra partisana va ser dissenyat per les directrius publicades el 29 de juliol de 1941 pel Consell de Comissaris del Poble i el Partit Comunista i en altres documents posteriors. S'haurien de formar destacaments de partisans i grups de diversió als territoris ocupats pels alemanys, amb la missió de destruir els recursos valuosos, trencar les carreteres i les telecomunicacions i matar el personal alemany. Stalin, al discurs del 3 d'agost de 1941, reiterà aquestes ordres i directives al poble soviètic. Hitler, el 16 d'agost següent, referint-se a aquest discurs, assenyalà que aquesta guerra partisana declarada tenia els seus avantatges, donant-los l'excusa per destruir tot el que s'oposés als alemanys. S'entén que aquesta guerra partisana, decidida sense consideració, va estendre's només per servir als propòsits polítics i militars de l'URSS.
Els primers destacaments partisans, fets de membres de l'Exèrcit Roig originaris de les unitats destruïdes i gent de la rodalia, i comandats per oficials de l'Exèrcit o pels activistes locals soviètics, membres del Komsomol o comunistes locals, van formar-se immediatament als primers dies de la invasió, incloent-hi el destacament Starasiel'ski del Major Dorodnij al districte de Jabinka (23 de juny de 1941), el destacament Pinsk de Vasili Korj el 26 de juny). Les primeres concessions del títol d'Heroi de la Unió Soviètica arribaren en una data tan prompte com la del 6 d'agost de 1941, concedint-se als comandants de destacament Pavlovskii i Bumajkov.
La llavor dels destacaments partisans i grups de diversió van formar-se i llançar-se als territoris ocupats pels alemanys a l'estiu de 1941. Els grups resistents de les zones urbanes es formaren com a força de complement de les activitats de les unitats partisanes, que operaven a les zones rurals. La xarxa oculta de les estructures comunistes va desenvolupar-se activament als territoris ocupats per controlar les activitats, rebent un influx d'activistes comunistes especialment triats. Vers la fi de 1941, als territoris ocupats operaven més de 2.000 destacaments partisans, amb més de 90.000 membres a les seves files.
No obstant això, l'activitat de les forces partisanes no va estar coordinada i subministrada centralment fins a la primavera de 1942. Per tal de coordinar les operacions partisanes, el 30 de maig de 1942 s'organitzà el Quarter General Central del Moviment Partisà com la Stavka, encapçalat per Panteleimon Ponomarenko, i comandada inicialment per Kliment Voroixílov. L'Estat Major tenia els seus enllaços als Consells Militars dels Fronts i Exèrcits. Els estats majors territorials es van anar creant subseqüentment, tractant amb els moviments partisans a les respectives repúbliques soviètiques i a les províncies ocupades de Rússia.
Tot i que a Ucraïna i a Belarús va existir un suport inicial per part de la població cap a l'ocupació alemanya, amb l'esperança que els portaria el final del mandat estalinista, ben aviat descobriren que el règim nazi era tan brutal com el soviètic. Els nous ocupants deportaren la població en edat de treballar al Reich perquè treballessin com esclaus, saquejant-los i castigant-los arbitràriament per qualsevol infracció, arribant fins a cremar pobles sencers amb la seva població (per exemple, Khatin). Davant d'això, molts s'uniren a la resistència anti-nazi, i la majoria es convertiren en seguidors passius dels partisans.
Posteriorment, l'NKVD, el SMERSH i el GRU començaren a entrenar grups especials de futurs partisans per llançar-los als territoris ocupats. Els candidats per a aquests grups eren triats entre els voluntaris per a l'Exèrcit Roig, les Tropes de l'Interior de l'NKVD, i també entre els esportistes soviètics. Quan saltaven darrere la línia del front alemanya, els grups anaven per organitzar i guiar les unitats locals partisanes. Alguns comandants d'aquestes unitats especials, com Dmitri Medvédev, després esdevingueren famosos líders partisans.

## Zones d'operacions

### Belarús
Les autoritats soviètiques consideraren Belarús de gran importància pel desenvolupament de la guerra partisana soviètica des de l'inici. Els factors principals eren la seva geografia, amb molts boscs i pantans, així com la seva posició estratègica en les línies de comunicació que s'originaven a Moscou cap a l'oest. De fet, els cossos comunistes belarussos a les províncies orientals de Belarús començaren a organitzar les unitats partisanes l'endemà que es publiqués la primera directiva (Directiva N.1 del 30 de juliol de 1930 i N.2 de l'1 de juliol de 1941).
Segons les estimacions soviètiques, ja a l'agost de 1941 existien uns 231 destacaments. Les unitats llavors, formades i inserides a Belarús totalitzaven 437 destacaments a la fi de 1941, incloent-hi a més de 7.200 persones. No obstant això, com que la línia del front s'allunyà molt, les condicions sovint empitjoraven molt per a les unitats partisanes, els recursos mancaven i no hi hagué un suport a gran escala del front fins a març de 1942. Una dificultat en particular era la mancança de comunicacions radiofòniques, que no va ser dirigida fins a l'abril de 1942. A més, les unitats partisanes tampoc gaudien del suport dels habitants de la regió. Durant molts mesos, les unitats partisanes a Belarús van quedar abandonades a la seva sort; sent especialment difícil l'hivern de 1941-42, en què hi hagué una gran mancança en munició, medecines i subministraments. Les accions dels partisans normalment estaven descoordinades.
Les operacions alemanyes de pacificació a l'estiu i a la tardor de 1941 van ser útils per minvar significativament l'activitat partisana. Moltes unitats van passar a la clandestinitat, i generalment, a cap a l'inici de 1942, les unitats partisanes no van participar en cap operació militar significativa, limitant-se a solucionar problemes organitzatius, construint i establint una influència els veïnats. Tot i que la data és incompleta, cap a la fi de 1941, se sap que a Belarús havien operat uns 99 destacaments partisans, a més de cent grups més. A l'hivern de 1941-42, operaven uns 50 destacaments i unes 50 organitzacions i grups clandestins. Durant el desembre de 1941, les tropes de la vigilància del Grup d'Exèrcits Centre comprenien 4 divisions de seguretat, 2 brigades SS i 260 companyies de les diferents branques de servei.
La batalla de Moscou va donar un gran impuls moral als partisans. No obstant això, l'autèntic punt d'inflexió en el desenvolupament del moviment partisà a Belarús, així com en els territoris ocupats pels alemanys, va tenir lloc durant l'ofensiva soviètica de l'hivern de 1942.

#### La Porta de Vitsiebsk i la Belarús Occidental
El punt d'inflexió en el desenvolupament de l'activitat partisana arribà al febrer de 1942 amb l'obertura de la porta de Vitsiebsk, un corredor que connectava els territoris ocupats pels alemanys i els que encara estaven en mans soviètiques. Les unitats partisanes van ser incloses en els desenvolupaments estratègics soviètics poc després d'això, i s'arranjà un suport organitzatiu i logístic centralitzat, amb l'existència de la Porta com un factor molt important per assistir als destacaments als territoris ocupats. A inicis de la primavera de 1942, les unitats partisanes podien soscavar de manera efectiva les tropes alemanyes i posar bastons a les rodes significativament a les seves operacions a la regió.
La seva immensa majoria, jueus i activistes soviètics en menor escala, se sentien molt més segurs entre els partisans que no pas en la vida civil en els territoris ocupats. Un impuls directe per augmentar el nombre dels partisans eren els presoners de guerra de l'Exèrcit Roig d'origen local, que van ser alliberats a la tardor de 1941, però que al març de 1942 reberen l'ordre dels alemanys de tornar als camps de concentració.
A la primavera de 1942, la concentració d'unitats partisanes menors a les brigades començà, propiciada per l'experiència del primer any de guerra, la coordinació, l'augment numèric, la reorganització estructural i les línies de subministrament establertes es convertí en un gran augment de la capacitat dels partisans, que es mostraren en l'increment dels sabotatges a les vies ferroviàries, amb centenars de locomotores i milers de vagons destruïts al final de l'any.
El 1942, les campanyes de terror contra les administracions locals, recolzades per col·laboradors i traïdors locals s'emfatitzà. Això resultà, això no obstant, en la divisió definitiva amb la població civil local i en l'inici d'organitzacions d'unitats anti-partisanes compostes per personal nadiu el 1942. El novembre de 1942, les unitats partisanes soviètiques estaven formades per uns 47.000 membres.
El gener de 1943, dels 56.000 partisans existents, uns 11.000 operaven a la Belarús occidental, un 3,5 menys per cada 10.000 persones que operaven a l'est, i encara més (fins a un factor de 5-6) per a unes xifres molt més eficients de les mesures d'evacuació soviètica a l'est durant 1941. Els petits agricultors mostraren unes simpaties sorprenents vers als partisans. Hi ha una forta evidència que va ser una decisió de les autoritats centrals soviètiques, que s'abstingueren d'una major acumulació de tropes partisanes a la Belarús occidental, i deixaren que les estructures militars poloneses clandestines cresquessin en aquelles àrees durant 1941-42, per tal d'enfortir les relacions amb el Govern polonès a l'exili de Sikorsky. Un cert nivell de cooperació militar, imposat pel quarter general de comandament, es va veure entre els partisans soviètics i l'Armia Krajowa (AK). Els polonesos eren, per extensió, evitats durant les campanyes de terror de 1942, el que va surprendre els alemanys. Després que les relacions diplomàtiques entre la Unió Soviètica i el Govern polonès a l'exili es trenquessin a l'abril de 1943, la situació canvià radicalment, i l'AK va passar a ser tractat com una força militar hostil.

#### 1943-1944

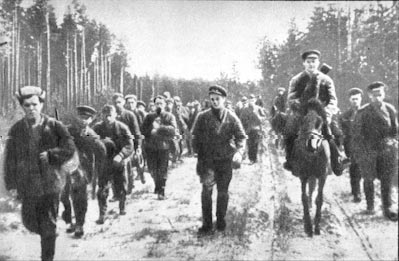
Partisans soviètics a una carretera de Belarús, 1944

Durant 1943, s'ordenà que augmentés el nombre de tropes partisanes a la Belarús occidental, amb 9 brigades, 10 destacaments i 15 grups operatius que foren traslladats de l'est a l'oest, triplicant el nombre d'efectius allà destinats (arribant fins a 36.000 tropes al desembre de 1943). S'estima que entre 10-12.000 persones van ser traslladades, i un nombre semblant arribà a base de voluntaris locals. El creixement de la força militar va ser complementat per la intensificació de les estructures clandestines del Partit Comunista i l'activitat propagandística.
La victòria soviètica a Stalingrad, un cert alleujament en la campanya de terror (de facto des de desembre de 1942, i permesa formalment al febrer de 1943) i una amnistia promesa als col·laboradors que volguessin tornar a les files soviètiques van ser factors significatius perquè el 1943 les tropes partisanes cresquessin. Les desercions de les formacions de policia i milícies controlades pels alemanys enfortiren les unitats, amb formacions com la del batalló Tàtar del Volga (amb 900 membres al febrer de 1943) i la 1a Brigada SS del Poble Rus de Gil-Rodionov, amb 2.500 membres a l'agost de 1943. en total, s'uniren unes 7.000 persones als partisans, originàries de diverses formacions anti-soviètiques, mentre que uns 1.900 comandants i especialistes eren llançats sobre la Belarús ocupada el 1943. No obstant això, la major part dels nous efectius venia de la gent de la regió.
A la tardor de 1943, la força partisana a l'RSS de Belarús totalitzava uns 153.000 membres, i a final d'any a 122.000; amb uns 30.000 al darrere de la línia del front durant el transcurs de l'alliberament de les zones orientals de Belarús a la fi de 1943). El moviment partisà era tan fort que el 1943-44 hi havia regions senceres a la Belarús ocupada on l'autoritat soviètica havia quedat restablerta molt endins de les zones encara ocupades pels alemanys. Fins i tot hi havia koljozes llaurant els camps i pasturant bestiar per donar menjar als partisans.
Durant les batalles per a l'alliberament de Belarús, els partisans formaren el Quart Front de Belarús. Després de l'alliberament de la república, uns 180.000 partisans s'uniren a l'Exèrcit Roig durant 1944.
Durant el període de 1941-44, les xifres totals de partisans soviètics a Belarús assolí els 374.000 membres, 70.000 dels quals a la clandestinitat urbana, i uns 400.000 a la reserva. Entre els partisans soviètics a Belarús hi havia gent de 45 nacionalitats diferents i uns 4.000 que no eren ciutadans soviètics (incloent-hi 3.000 polonesos, 400 txecs i eslovacs i 300 iugoslaus). Sobre un 65% dels partisans de Belarús eren nadius.

### Ucraïna
Juntament amb Belarús, Ucraïna va ser el primer lloc on va tenir lloc la invasió de l'Eix de la Unió Soviètica a l'estiu i tardor de 1941. Les conseqüències per a la zona i per a la població que quedaren sota l'ocupació alemanya van ser devastadores. El règim Nazi no va fer cap mena d'esforç per explotar els sentiments anti-soviètics que els ucraïnesos havien desenvolupat durant els anys del mandat de Stalin. Malgrat que els ucraïnesos donaren la benvinguda als alemanys com a alliberadors del jou soviètic, els dirigents nazis decidiren triar una línia dura, mantenint el sistema de granges col·lectives, deportant sistemàticament la població local a la Gran Alemanya com a esclaus i portant a terme l'Holocaust al territori ucraïnès. Sota aquestes circumstàncies, hi hagué un gran ressentiment contra els alemanys i els seus col·laboradors. Gran part de la població era indiferent tant als nazis com als soviètics, i no va ser fins quan els alemanys es retiraren el 1943 en què el nombre de partisans va créixer substancialment. D'acord amb les ordres de Stalin, els partisans comunistes començaren a obligar els civils ucraïnesos, sovint mitjançant amenaces i saqueigs si es negaven. Per a molts civils era triar entre morir o cooperar activament amb un dels bàndols.

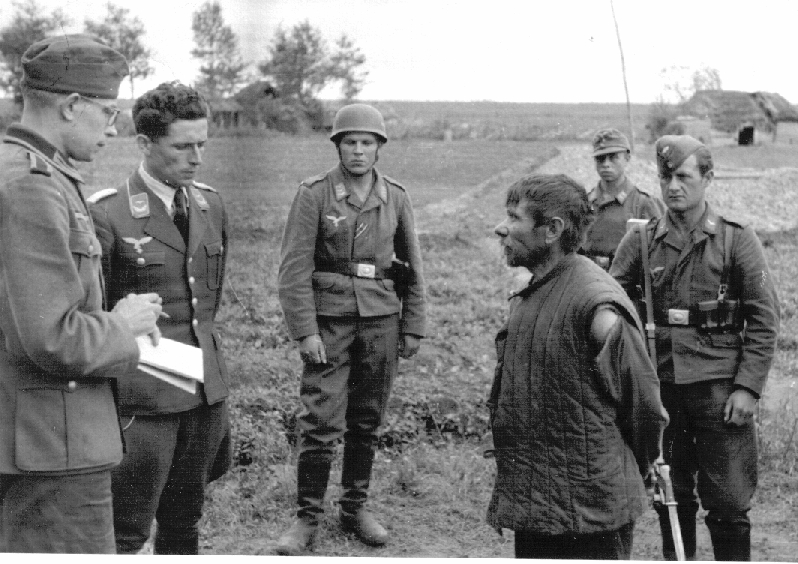
Interrogatori a un partisà soviètic, Ucraïna, 1943

Els primers destacaments partisans soviètics a Ucraïna aparegueren a les regions de Txernihiv i Sumy. Es van formar a partir dels grups clandestins de Mykola Popudrenko i Sidir Kovpak, i el 1943 constituïen una força considerable. En aquella etapa estaven controlats i recolzats pel Quarter General del Moviment Partisà Ucraïnès a Moscou, operant per tota Ucraïna (especialment al nord-est del país), i tenien més de 150.000 combatents. El 1944, unitats partisanes encapçalades per Kovpak i Verxigora podien llançar atacs fins i tot a Romania, Eslovàquia i Polònia.

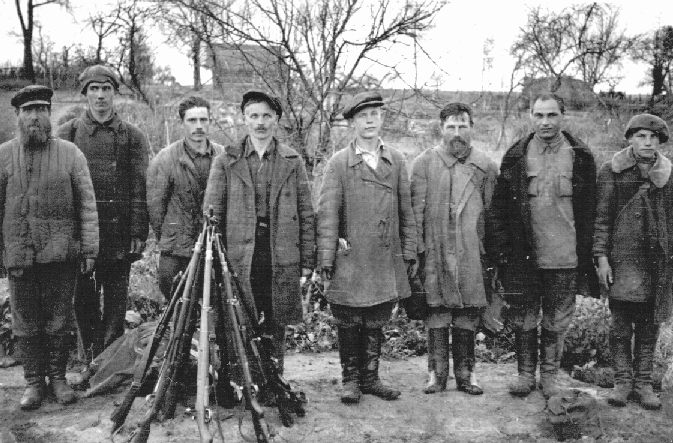
Caçadors de partisans ucraïnesos anti-soviètics, 1943

Tot i que els líders partisans soviètics eren oficialment hostils al moviment independent nacionalista Exèrcit Insurgent Ucraïnès (UPA), de vegades els comandants partisans locals establien relacions neutrals amb aquests grups. Però, durant 1941-42 i després de 1943, ambdós bàndols tendiren a destruir-se mútuament. Els partisans soviètics també marcaren com a objectius les famílies, els ajudants i seguidors dels membres ucraïnesos de la 14 Divisió Waffen SS de Granaders (1 bis ucraïnesa).

### Rússia
A la regió de Briansk, els partisans soviètics controlaven grans zones darrere les línies alemanyes. L'estiu de 1942 controlaven més de 14.000 km², amb una població de més de 200.000 persones. Els partisans d'aquesta regió estaven comandats per Aleksei Fiódorov, Aleksandr Saburov i d'altres, i eren més de 60.000 membres. A les óblasti de Belgorod, Oriol, Kursk, Novgorod, Leningrad, Pskov i Smolensk també hi hagué una activitat partisana significativa. A les regions d'Oriol i Smolensk, els partisans estaven encapçalats per Dmitri Medvédev.
El 1943, després que l'Exèrcit Roig comencés a alliberar la Rússia occidental i el nord-est d'Ucraïna, moltes unitats partisanes, incloent-hi les de Fiódorov, Medvédev i Saburov, reberen ordres de dirigir les seves operacions cap a la Ucraïna central i occidental, encara ocupades pels nazis.

### Els estats bàltics
També als Estats Bàltics operaren els partisans soviètics. A Estònia estaven sota el comandament de Nikolai Karotamm, un oficial comunista de l'RSS d'Estònia. Els grups que operaven a Estònia eren molt petits, portats en aeroplans des dels territoris controlats pels soviètics. A Letònia primer van estar sota comandament rus i belarús, i des de gener de 1943, van estar directament subordinats al Quarter General Central de Moscou, sota la direcció d'Arturs Sproģis. Un altre comandant prominent va ser l'historiador Vilis Samsons. S'afirma que la seva unitat de 3.000 homes va destruir a prop de 130 trens; però sembla que no és veritat, ja que hi ha cap menció d'aquesta mena d'accions als documents del RVD de Riga.
El 1941, el moviment partisà soviètic a Lituània començà les seves accions amb un petit nombre de soldats de l'Exèrcit Roig que havien quedat darrere les línies enemigues, igual que molts altres moviments partisans a Ucraïna i Belarús. El moviment va créixer durant 1942, i a l'estiu el moviment partisà soviètic lituà començà a rebre material, així com especialistes i instructors en guerra de guerrilles del territori soviètic. El 26 de novembre de 1942, es creà a Moscou Comandament del Moviment Partisà Lituà, encapçalat per Primer Secretari del Partit Comunista Lituà, Antanas Sniečkus, qui havia volat a Moscou a l'albada de la invasió alemanya de 1941. Encara que els partisans soviètics a Lituània estaven nominalment sota el control del Comandament del Moviment Partisà Lituà, els especialistes i instructors enviats per Moscou informaven directament al Comandament Central del Moviment Partisà. Els historiadors moderns lituans han estimat que gairebé la meitat dels partisans soviètics a Lituània eren fugits dels camps de presoners i els camps de concentració, activistes soviètics i soldats de l'Exèrcit Roig que havien quedat endarrerits davant el veloç avanç de la línia del front, mentre que l'altra meitat estava mormada per experts en operacions especials llançats en paracaigudes. S'estima que en total, durant la guerra hi hagué unes 5.000 persones involucrades en activitats clandestines a Ucraïna. En general, el paper dels grups dissidents soviètics a Lituània durant la Segona Guerra Mundial va ser mínima.

### Finlàndia i Carèlia

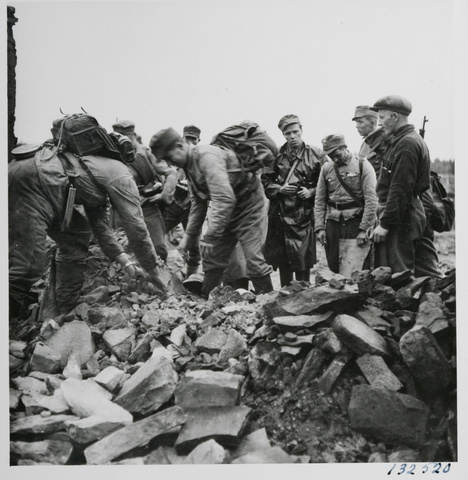
El poble de Viiangi després de l'atac partisà soviètic, juliol de 1943

Els partisans soviètics operaren a Finlàndia i a Carèlia durant la Guerra de Continuació durant 1941 a 1944. A l'inici de l'ocupació soviètica, 24.000 finesos d'ètnia russa (gairebé la meitat d'ells) van ser enviats a camps d'internament i de treballs, dels quals entre 4.000 a 7.000 van morir, principalment de fam durant la primavera i l'estiu de 1942 a causa de la fallida de la collita de 1941. La segregació en l'educació i l'atenció mèdica també causaren ressentiment entre la població russa. Tot plegat va fer que molts russos ètnics locals fessin costat als atacs partisans.
Gairebé 5.000 partisans van lluitar a la regió, tot i que la força habitual era d'entre 1.500 a 2.300 membres. Les peculiaretats d'aquest front eren que les unitats partisanes no van ser creades al territori ocupat, sinó per personal que provenia de tota la Unió Soviètica, i que principal operaven des del costat soviètic de la línia del front.
L'única gran operació acabà en fracàs quan la 1a Brigada Partisana va ser destruïda a inicis d'agost de 1942 al llac Seerjärvi. La majoria d'operacions a la part sud del front consistien només alguns individus, però a la zona nord sense carreteres, les unitats de 40 a 100 membres no eren estranyes. Els partisans distribuïen diaris de propaganda, Veritat en finès i Bandera de Lenin en rus. Un dels líders més famosos del moviment partisà a Finlàndia i Carèlia va ser Iuri Andrópov.
A la Carèlia Oriental els partisans atacaren les línies de subministrament militar i comunicacions, però en el costat finès de la frontera, gairebé dos terços dels atacs tenien per objectiu als civils, matant-ne uns 200 i ferint 50, principalment dones, nens i vells. En diverses ocasions, els partisans executaren a tots els civils, car no volien deixar testimonis de les atrocitats. Un d'aquests incidents va ser l'atac partisà a Lämsänkylä, Kuusamo, que va tenir lloc el 18 de juliol de 1943, en què els partisans atacaren una casa i mataren als seus 7 habitants, incloent-hi una criatura de 6 mesos i a un altre de 3 anys, abans de marxar.
Les operacions partisanes contra els finesos van estimar-se com a gens efectives. Ja a l'agost de 1941, l'informe del Comissariat d'Afers Inters va ser molt crític, i va empitjorar després de l'informe de l'agència contra-intel·ligència d'abril de 1944. Les explicacions principals que es donaren pel fracàs de les operacions van ser que l'aïllat quarter general a Belomorsk no sabia què estaven fent les unitats operatives, el personal no tenia coneixement del lloc i en part estava format per criminals (entre un 10 i un 20% dels membres havien estat reclutats a les presons) sense coneixement de com operar en un terreny dur i el clima, l'efectivitat de les patrulles contra-partisanes fineses (més de dos terços dels grups partisans van ser completament destruïts) i l'internament finès de la població civil d'ètnia russa en camps de concentració de les regions amb operacions partisanes actives. Els internats van ser alliberats en zones de seguretat, prevenint que no poguessin fer costat als partisans soviètics.

### Fora de la Unió Soviètica
Curiosament, hi hagué formacions que s'anomenaren a si mateixos Partisans Soviètics que operaren fora del territori soviètic. Usualment estaven organitzades per antics ciutadans soviètics que havien fugit dels camps nazis. Una d'aquestes formacions va ser Rodina (Mare Pàtria), que va actuar a França. 
El 1944, els partisans soviètics van oferir ajudar des de la Internacional Proletària a la gent de l'Europa Central ocupada pels alemanys, amb 7 formacions i 26 grans destacaments operant a Polònia, i 20 més a Txecoslovàquia.

### Polònia

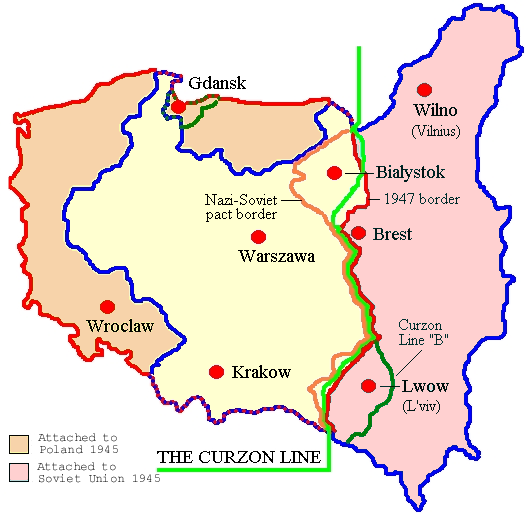
Canvis fronterers entre 1939-45. La línia taronja indica l'extensió de les zones ocupades per la Unió Soviètica entre 1939-41

Als antics territoris orientals de la Segona República Polonesa, annexionats a les repúbliques soviètiques d'Ucraïna i Bielrússia després de la invasió soviètica de Polònia, l'organització i operació dels partisans soviètics era semblant a la dels territoris ucraïnesos i belarussos. No obstant això, hi havia notables diferències en la interacció dels partisans amb les forces nacionals poloneses i la població local.
Després d'un període inicial de col·laboració amb la Resistència polonesa, els conflictes entre aquests grups s'intensificaren, especialment a causa del fet que els polonesos foren principalment víctimes del terror soviètic entre 1939 i 1941, i les relacions diplomàtiques entre els soviètics i el govern polonès a Londres continuaren empitjorant i es trencaren definitivament després del descobriment de la massacre de Katyn el 1943. A més del sabotatge dirigit contra la màquina de guerra alemanya, els partisans soviètics iniciaren una ofensiva contra els moviments de resistència i la població civil de les zones arrabassades pels soviètics el 1939. la campanya de terror resultà en informes a Londres sobre l'horror dels assassinats, pillatge i violacions. Això comportà que molts comandants locals de l'Armia Krajowa (AK) consideressin als soviètics simplement com un altre enemic, i el 22 de juny de 1943, els partisans soviètics reberen l'ordre de Moscou d'acompanyar les unitats poloneses. L'estudi fet per l'historiador germano-polonès  Bogdan Musial suggereix que els partisans soviètics, en lloc d'atacar objectius militar i policials alemanys, marcaren com a objectius les forces de defensa pròpia belarusses i poloneses, pobrament armades i entrenades. Els partisans assassinaren uns 128 polonesos a la Naliboki, el 8 de maig de 1943.
A l'inici de les creixents hostilitats entre els soviètics i l'Armia Krajowa (AK), algunes unitats de l'AK van participar en el conflicte, col·laborant en diversos aspectes amb els alemanys en la lluita contra l'enemic comú, tot i contravenir les ordres de l'Alt Comandament de l'AK. El moment més notori d'aquesta pràctica va tenir lloc entre gener-febrer de 1944, quan les unitats de l'AK de les zones de Vílnius i Navahrudak, comandats per Aleksander Krzyżanowski, cooperaren temporalment amb les unitats alemanyes en la lluita contra els partisans soviètics. Com a conseqüència d'aquest acord tàctic clandestí i de curta durada entre els comandants locals nazis i de l'AK, diverses unitats de l'AK reberen amb armes i provisions dels alemanys per lluitar conjuntament contra els partisans soviètics, fins que aconseguiren netejar la zona de Vílnius/Navahrudak d'unitats partisanes soviètiques.
No obstant això, l'Alt Comandament de l'AK condemnà aquests acords amb els alemanys, i el 17 de gener de 1944, el Comandant Suprem Polonès a Londres ordenà que s'aturessin.

## Controvèrsies

### Naturalesa de les activitats de resistència partisana
Tot i que al Front Oriental la crueltat cap als presoners de guerra i l'enemic en general va ser notòria, les unitats partisanes ho intensificaren. Les accions de la resistència partisana incloïen els assassinats, els bombardeigs i el sabotatge de les línies de subministrament i d'altres infraestructures. Els alemanys respongueren sense pietat cap als partisans que trobaren. Ja des de l'inici, Hitler autoritzà les represàlies massives com a mitjà per reduir la població ocupada i tenir un major "Lebensraum"per a Alemanya.

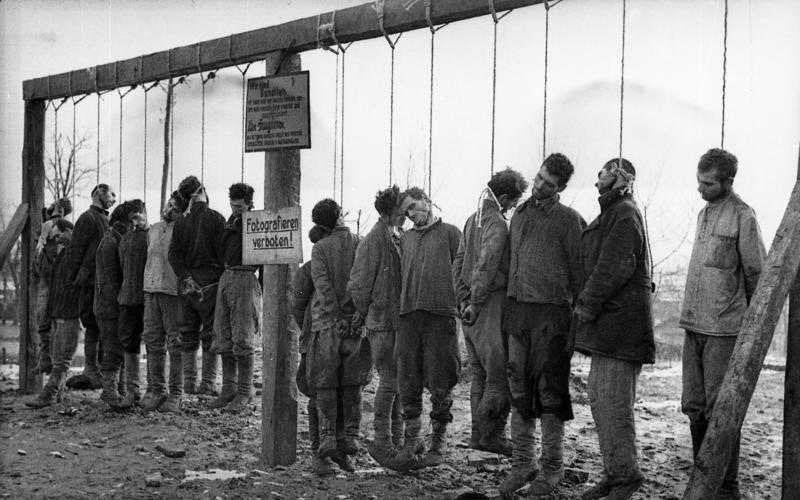
Execució massiva de partisans. Els cartells diuen "Som bandits. Hem assassinat i saquejat no només soldats alemanys, sinó que també ciutadans russos" i "Prohibit fer fotografies"

El pla mestre del PCUS incloïa estratagemes per provocar als nazis: provocar la raça superior nazi no era difícil i aquests hi respongueren. Tot i que això causà un munt de civils soviètics morts, creà una barrera permanent entre els ocupadors nazis i els civils ocupats soviètics. Després d'un any i mig de guerra quedaven molt pocs que fossin neutrals, i encara menys que fossin pronazis. Se sap que els partisans soviètics torturaren o mutilaren les seves víctimes després que haguessin estat capturats o s'haguessin rendit. Qualsevol partisà que fos capturat pels alemanys encarava una mort segura. Els nazis penjaven públicament a aquells que consideraven partisans. Les fotografies dels penjats, especialment si entre ells hi havia nois joves i noies, eren usades pels mitjans soviètics per tal d'atiar l'odi dels soldats de l'Exèrcit Roig i del sofert públic soviètic. En aquest discurs, Stalin proclamà en un discurs de 1941 "Si volen tenir una guerra d'extermini, els donarem una guerra d'extermini".
En un inici, els nazis creien que les matances en represàlia en massa i els càstigs col·lectius intimidarien la població ocupada i la pagesia es tornaria submisa. El Partit Comunista volia que els ocupants apareguessin com a uns malvats assassins. Durant el primer any i mig, els nazis assassinaren centenars de milers de pagesos innocents. Després d'aquest període, la pagesia russa havia entès clarament que els nazis simplement volien esclavitzar-los i exterminar-los, alhora que alliberaven els seus recursos. Aquest any i mig es podria entendre com un període d'incubació. El partit comunista usà amb cura l'activitat militar i política per crear una població totalment alerta en les zones ocupades. El braç militar de la població ocupada eren els partisans. Després de la destrucció del VI. Armee a Stalingrad, el moviment partisà s'enlairà, i un alè d'esperança arribà a les poblacions ocupades. Les activitats partisanes esdevingueren un significatiu factor a Kursk, quan els subministraments alemanys es retardaven repetidament.
Molts alemanys odiaven als russos, belarussos i ucraïnesos en general, i en particular als activistes soviètics. Aquest tractament brutal no va ser vist, en canvi, a l'Europa occidental. Mentre que podia existir alguna mena de simpatia entre els alemanys o els soviètics i els seus captius, això no es donava mai amb els partisans capturats.
Els nazis també provaren d'establir lluitadors de la llibertat pronazis reclutats entre els seus presoners soviètics. Però en general, l'actitud nazi cap als europeus orientals era tractar-los com a animals racialment inferiors, actitud que reduïa significativament l'atractiu de servir-los. Un col·laborador nazi notable va ser el General Vlàssov.

### Relacions amb els civils
Per sobreviure, els combatents de la resistència confiaven enormement en la població civil. Això incloïa donar-los menjar, roba i subministraments diversos. Però, en les zones que controlaven, hi havia alguna oportunitat de tenir alguna petita explotació agrícola. Com és típic en la guerra de guerrilles, els partisans soviètics requisaven menjar, bestiar i roba dels pagesos locals; en alguns casos aquest subministrament era voluntari, mentre que en d'altres era mitjançant coaccions. Els resultats d'aquestes requises els complicava molt la vida, car les tropes de l'Eix ja exercien una requisició. Això comportà conflictes amb els partisans a les zones hostils al poder soviètic, en especial als territoris annexionats a la Unió Soviètica durant 1939-1941.
Entre els objectius dels partisans no només hi havia les tropes de l'Eix i les seves unitats voluntàries de cooperació, sinó que també estaven els civils acusats de col·laboradors, o de vegades fins i tot aquells que els partisans consideraven que no els ajudaven prou. En zones on inicialment hi hagué simpatia vers als alemanys, com a Ucraïna, els partisans sovint eren considerats com una amenaça als habitants locals.

### Represàlies alemanyes

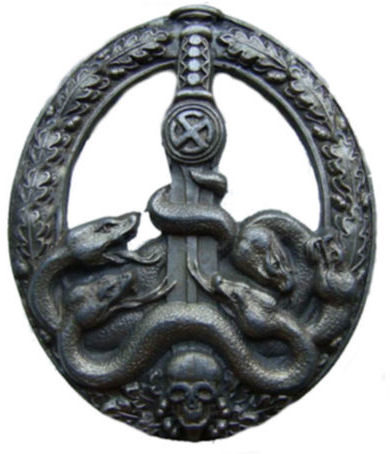
La Insígnia de la Lluita Anti-Partisana alemanya

Mentre que el moviment partisà contribuí enormement en algunes a guanyar la Gran Guerra Patriòtica, alguns historiadors argumenten que el preu per fer-ho va ser massa elevat.
Els partisans sovint són acusats de provocar contramesures brutals per part dels ocupants nazis. Intentant limitar les activitats partisanes, els comandaments alemanys usaren les matances massives d'ostatges entre els residents de les zones que recolzaven als partisans: en cas d'un atac o d'un sabotatge partisà, diversos habitants del lloc serien executats. Aquestes operacions d'ostatges tenien lloc en forma d'arrestos preliminars, accions de represàlia posteriors a un atac, i/o grups d'observació obligatoris desplegats en llocs vulnerables i morts si no advertien l'atac. Només a Belarús, les accions anti-partisanes alemanyes van causar la mort d'unes 345.000 persones, la majoria d'elles civils
D'acord amb les fonts soviètiques, els partisans intentaren limitar les execucions d'ostatges o d'altres assassinats amb relació a les seves accions, com marcar com a objectius zones deshabitades, portant a terme la seva pròpia agricultura als boscos i evacuant tota la població dels pobles que podien córrer riscos. No obstant això, alguns historiadors creuen que aquests intents van tenir efectes escassos.
L'activitat i l'efecte en els civils locals van ser un tema constant de controvèrsia entre els partisans.

### Els partisans i els Jueus
Alguns partisans no estaven en posició d'assegurar la protecció dels jueus durant l'Holocaust. Els jueus normalment eren benvinguts pels partisans (tot i que, a vegades, només si portaven les seves pròpies armes); però les dones, criatures i els ancians no ho eren pas tant. A vegades, tot i això, hi van haver grups jueus separats, formant tant unitats de guerrilla i refugiats (com els Partisans Bielski), que eren subordinats a la comandància dels partisans comunistes.

### Lluita contra els moviments independentistes
A més de lluitar contra els nazis, els partisans soviètics van lluitar contra organitzacions que buscaven establir estats independents no comunistes a Polònia, Lituània, Estònia, Letònia, Belarús i Ucraïna. La major part dels grups resistents dels estats Bàltics i Polònia buscaven restablir estats independents lliures de la dominació soviètica.
Els partisans soviètics van formar una controvèrsia en aquests països. A Letònia, alguns antics partisans soviètics, com Vasili Kononov van ser posterior perseguits per crims de guerra contra la població civil duran l'activitat partisana.

#### Relacions amb la resistència nacionalista Ucraïnesa
L'Exèrcit Insurgent Ucraïnès (UPA), una força separada de resistència formada el 1942 (com a braç militar de l'Organització dels nacionalistes ucraïnesos) va involucrar-se, en diverses ocasions, en conflictes armats contra els partisans soviètics, els ocupants nazis i la resistència polonesa. Tot i que l'UPA provà en un inici d'establir nexes comuns amb els ocupants nazis contra la Unió Soviètica, ben aviat va passar a la clandestinitat quan ja va ser evident que les intencions alemanyes eren establir una colònia alemanya amb la població civil subjugada, davant les il·lusions de l'UPA d'establir un país independent. Així doncs, l'UPA passà a combatre per igual als ocupants nazis com a les tropes soviètiques (incloent-hi als partisans).
Posteriorment, l'UPA i els líders partisans soviètics intentaren negociar una aliança temporal, però el Quarter General de l'NKVD de Moscou aturà aquests moviments mitjançant els seus comandants locals. Amb enemics establerts als dos costats, la preocupació principal de la població civil ucraïnesa simplement era sobreviure. El moviment de resistència nacionalista ucraïnès continuà oposant-se a la Unió Soviètica fins al final de la dècada dels 1950.

#### Relacions amb la població dels estats bàltics
Els partisans soviètics van tenir molt poc suport de les poblacions dels països bàltics. La seva participació en accions que afectaven la població civil (com, per exemple, matar civils polonesos a Kaniūkai, en el qual ha passat a ser anomenat com la massacre de Koniuchy i la destrucció del poble de Bakaloriškės). Els moviments de resistència anti-soviètics als estats bàltics, coneguts com els Germans del Bosc (establerts just abans de la re-ocupació soviètica el 1944) i les unitats d'autodefensa local sovint entraren en conflicte amb els grups partisans soviètics. A Estònia i a Letònia, gairebé totes les unitats de partisans soviètiques van arribar en paracaigudes, sent atacades igualment pels alemanys com per les unitats d'autodefensa local.
A la Lituània oriental i sud-oriental, els partisans soviètics xocaren sovint amb els partisans de l'Armia Krajowa polonès; a causa del fet que l'AK no reconeixia cap canvi territorial després de 1939 i considerava aquesta regió com una part legítima de Polònia, mentre que els soviètics volien tornar-la a la Unió Soviètica. Només a l'abril de 1944 els polonesos i els partisans soviètics començaren a coordinar les seves accions contra els alemanys.

### Repressions estalinistes contra els partisans veterans

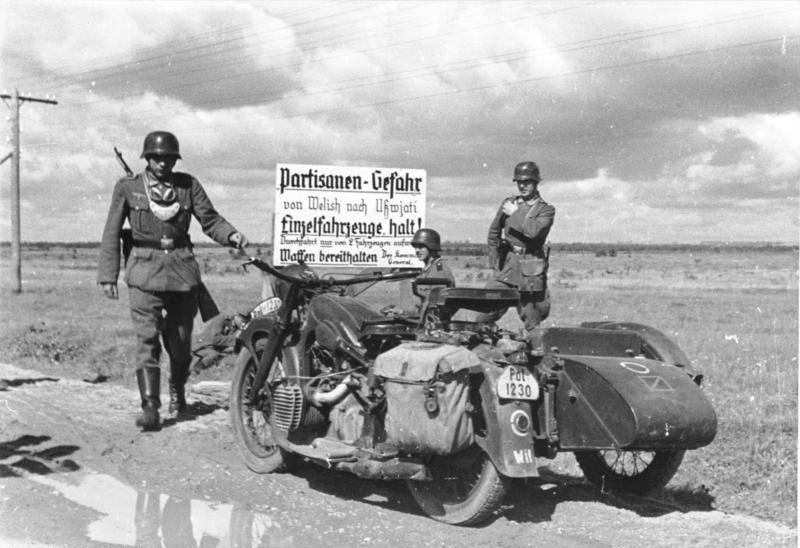
Membres de la Policia Militar alemanya, advertint de la presència de partisans a la zona

Les activitats partisanes incloïen destruir les comunicacions per ferrocarril, pertorbar els centres d'intel·ligència i, per un general, petites operacions de disparar i fugir. Amb les línies d'aprovisionament alemanyes sobreexteses, les operacions partisanes a la rereguarda podien pertorbar enormement el flux de subministraments de l'exèrcit que operava molt endins de la Unió Soviètica.
Durant la segona meitat de la guerra, les principals operacions partisanes es coordinaren amb les ofensives soviètiques. Després de l'alliberament de les zones soviètiques, els destacaments partisans normalment s'unien a l'Exèrcit Roig.
Els partisans esdevingueren un contingent nombrós i important. D'acord amb les fonts soviètiques, dels 90.000 partisans (incloent-hi els clandestins) existents el 1941, es passà a 220.000 al 1942 i a més de 550.000 el 1943. Els partisans soviètics van ocasionar milers de baixes a les tropes de l'Eix i van contribuir de manera significativa a la victòria soviètica a la Segona Guerra Mundial. Només a Belarús, els partisans van matar, ferir i fer presoners a 500.000 soldats alemanys. .

## Principals operacions
- Atac de Vasili Korj (agost de 1941 – 23 de març de 1942): Un atac de 1.000 d'una formació partisana als oblasts de Minsk i Pinks (Belarús)
- Batalla dels boscos de Briansk (maig de 1942): Un atac partisà contra l'expedició punitiva alemanya, que incloïa 5 divisions d'infanteria, policia militar, 120 tancs i aviació.
- Atac de Sidir Kovpak (26 d'octubre-29 de novembre de 1942): Atac als boscos de Briansk i a la Ucraïna Oriental.
- Batalla dels boscos de Briansk (maig-juny de 1943): Atac partisà contra l'expedició punitiva alemanya.
- Operació Rails de Guerra (3 d'agost-15 de setembre de 1943): Una gran operació de les formacions partisanes contra les comunicacions ferroviàries per tal de pertorbar els reforços i els subministraments alemanys destinats a les batalles de Kursk i a Smolensk. [Enllaç no actiu] Hi participaren més de 100.000 partisans de provinents de Belarús, Ucraïna i els oblasts de Leningrad Kalinin, Smolensk i Oriol, en una zona de 1.000 km al llarg del front i 750 km d'ample. Es van destruir més de 230.000 vies, a més de diversos ponts, trens i d'altres infraestructures ferroviàries. L'operació va incapacitar enormement la logística alemanya i va ser vital per a la victòria soviètica a Kursk.
- Operació Concerto (9 de setembre-1 de novembre de 1943):  [Enllaç no actiu] Principal operació partisana destinada contra les comunicacions ferroviàries per tal d'interrompre els reforços alemanys durant la batalla del Dnieper. Van participar partisans de Belarús, Carèlia, l'oblast de Kalinin, Lituània, Letònia, Estònia i Crimea. La zona d'operacions era de 900 km al llarg del front i 400 km d'ample. Malgrat que el mal temps només va permetre que només volessin la meitat dels avions destinats al pont aeri per portar subministraments, l'operació va fer que les comunicacions ferroviàries disminuïssin entre un 35-40% de la seva capacitat a la zona d'operacions. Això va ser vital per a l'èxit de les operacions soviètiques a la tardor de 1943. només a Belarús els partisans reclamaren la destrucció de 90.000 vies, juntament amb 1.061 trens, 72 ponts i 58 casernes. D'acord amb la historiografia soviètica, les pèrdues de l'Eix totalitzaren més de 53.000 soldats.
- Batalla de Polotsk-Leppel (abril de 1944): Combats entre els partisans belarussos i les expedicions punitives alemanyes.
- Batalla de Borisovsk-Begoml (22 d'abril-5 de maig de 1944): participació dels partisans belarussos en l'operació Bagration. Sovint són considerats com el cinquè front (juntament amb el 1r Front del Bàltic, i el 1r, el 2n i el 3r Front de Belarús. Hi van participar uns 300.000 partisans en l'operació.

## Llista de partisans soviètics famosos

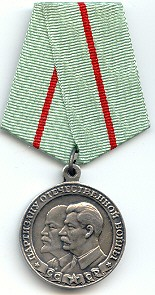
La Medalla dels Partisans soviètica

| - Iuri Andrópov – posteriorment el líder de la Unió Soviètica - Petr Braiko - Alexei Fiodorov - Leonid Golikov - Nikolai Kuznetsov - Nikolai Karotam - Vera Khorujaia - Vsévolod Klokov - Vassilii Kononov - Zoia Kosmodemianskaia - Vassilii Korj - Valentín Kotik - Sidir Kovpak - Matvei Kuzmín – "Susanin del Districte de Pskov" - Fiodor Malixev - Piotr Maixerov – posteriorment el líder de l'RSS de Belarús - Kiril Mazurov - Dmitri Medvédev - Maritė Melnikaitė (Marija Melnik) | - Mikhaïl Naumov - Kiril Orlovski - Aleksandr Petxerski - Panteleimon Ponomarenko - Mikola Popudrenko - Zinaïda Portnova - Semion Rudniev - Aleksandr Saburov - Vilis Samsons - Ivan Sergueitxik - Arturs Sproģis - Imants Sudmalis - Iitjak Witenberg - Aleksandr Txekalin - Petro Verxigora - Konstantín Zaslonov - Simtxa Zorin |

## Galeria

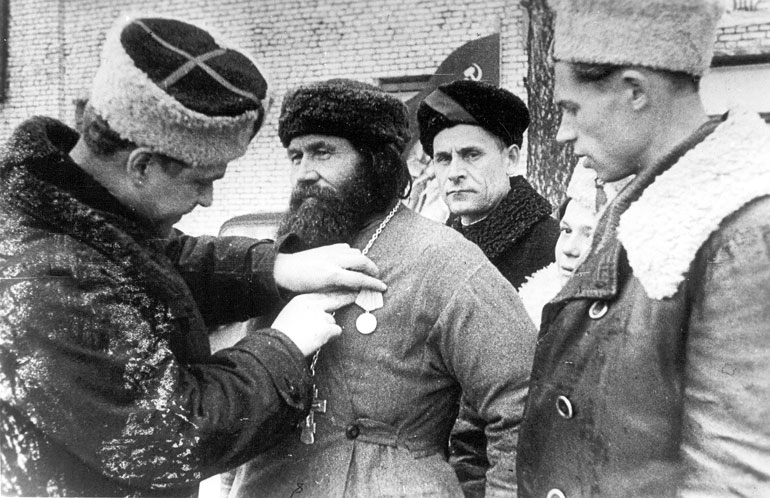
El sacerdot del poble sent condecorat amb la Medalla dels Partisans
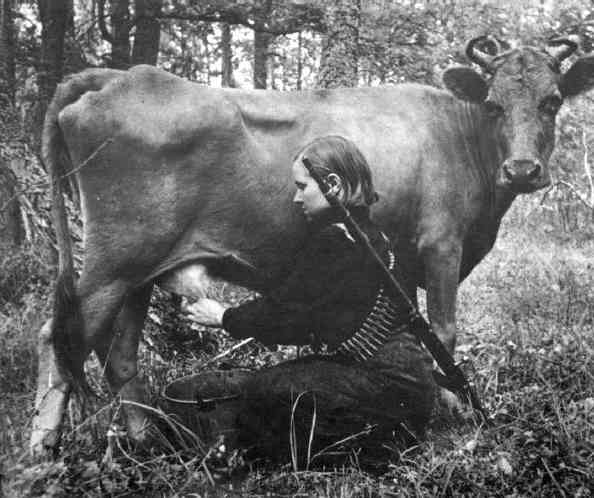
Partisana munyint una vaca pels ferits.
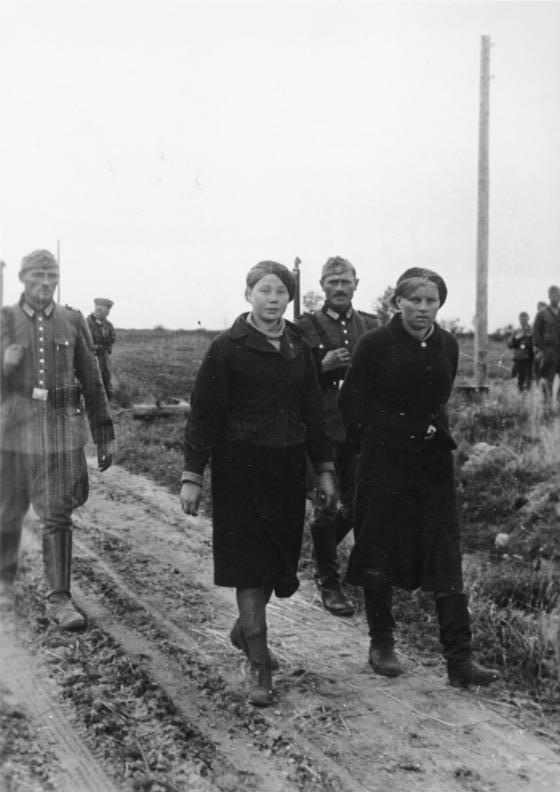
Detenció de partisans
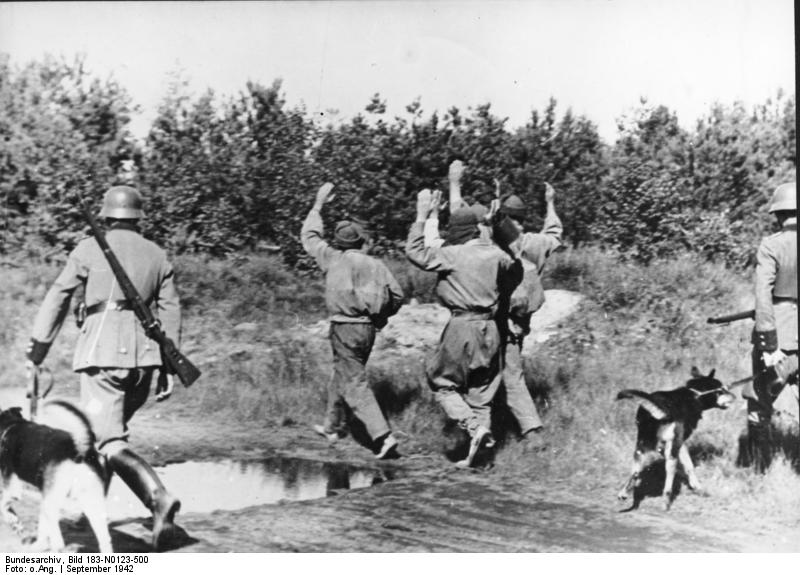
Detenció de partisans
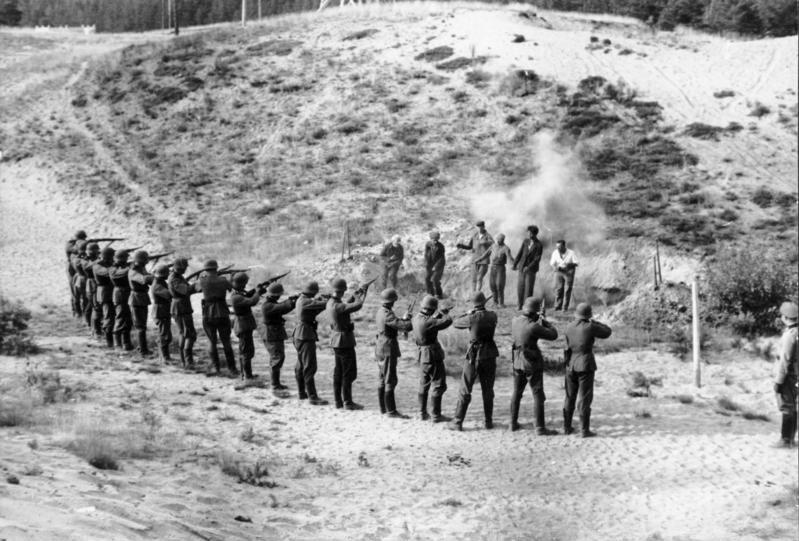
Execució de partisans
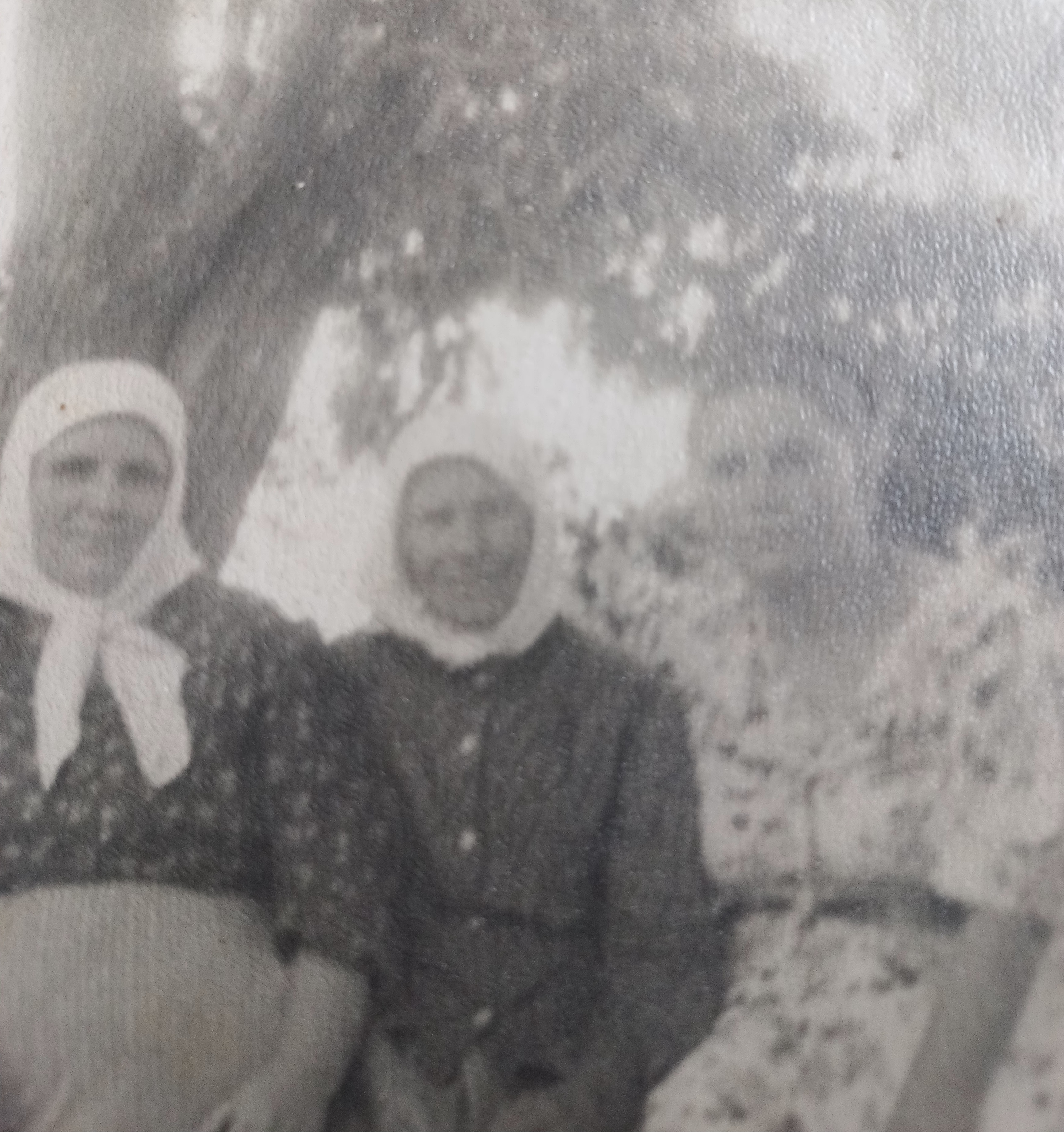
Lukiya Statxenko, un dels civils que van ajudar els partidaris (centre, amb la seva família, foto 1955)